# I'm Dancing as Fast as I Can
Pour plus de détails, voir Fiche technique et Distribution.
I'm Dancing as Fast as I Can est un film biographique américain réalisé par Jack Hofsiss (en) et sorti en 1982.

## Synopsis
Le film raconte la vie de la réalisatrice américaine Barbara Gordon (en), et son addiction au valium.

## Fiche technique
- Réalisation : Jack Hofsiss (en)
- Scénario : David Rabe (en) d'après l'autobiographie de Barbara Gordon (en)
- Lieu de tournage : Californie
- Musique :  Stanley Silverman
- Image : Jan de Bont
- Distribution : Paramount Pictures
- Montage : Michael Bradsell
- Durée : 106 minutes
- Date de sortie : 5 mars 1982

## Distribution
- Jill Clayburgh : Barbara Gordon
- Nicol Williamson : Derek Bauer
- Dianne Wiest : Julie Addison
- Geraldine Page : Jean Scott Martin
- Albert Salmi : Ben Martin
- James Sutorius : Sam Mulligan
- Ellen Greene : Karen Mulligan
- Joseph Maher : Doctor Kalman
- Joe Pesci : Roger
- Daniel Stern : Jim
- Dan Hedaya : Doctor Klein
- Kathleen Widdoes : Doctor Rawlings
- Richard Masur : Alan Newman
- John Lithgow : Mr. Brunner
- David Margulies : Walter Kress